# 오광척
오광척(吳光陟, ? ~ 1179년)은 고려 중기의 무신이다.

## 생애
그는 평소 이의방과 가깝게 지냈고 그 덕에 1170년 무신정변이 일어난 이후에 천우위장군으로 승진할 수 있었다.
1179년 경대승이 정중부, 정균, 송유인 등을 제거하고 정권을 잡았을 때 명종이 경대승을 승선(承宣)으로 임명하려 하자 경대승이 사양하여 대신 오광척을 임명하였다. 그러자 경대승의 족형이었던 손석이 예전에 자신의 아버지를 탄핵시킨 오광척을 못마땅하게 생각하였고 결국 경대승을 사주하여 오광척을 죽였다.

## 오광척이 등장한 작품
- 《무인시대》 KBS, 2003년~2004년, 배우 : 김봉근